# Liste der Naturschutzgebiete im Landkreis Mühldorf am Inn
Im Landkreis Mühldorf am Inn gibt es ein Naturschutzgebiet.
| Name                                            | Bild | Kennung                  | Kreis                     | Einzelheiten | Position | Fläche Hektar | Datum |
| ----------------------------------------------- | ---- | ------------------------ | ------------------------- | ------------ | -------- | ------------- | ----- |
| Vogelfreistätte Graureiherkolonie bei Au a. Inn | BW   | NSG-00153.01 WDPA: 82793 | Landkreis Mühldorf am Inn |              | ⊙        | 21,01         | 1982  |
| Legende für Naturschutzgebiet                   |      |                          |                           |              |          |               |       |